# Sophronica longiliscapus
Sophronica longiliscapus är en skalbaggsart som beskrevs av Stefan von Breuning 1968. Sophronica longiliscapus ingår i släktet Sophronica och familjen långhorningar. Inga underarter finns listade i Catalogue of Life.